# Portuguesa Futebol Clube
A Portuguesa Futebol Clube é um time de futebol da cidade de Crato, no Ceará.
O clube foi fundado em 14 de junho de 1962, e ficou extinto até o início do ano de 2016, onde recebeu permissão da Federação Cearense de Futebol e da CBF para voltar a atuar em campeonatos de futebol profissional.
Seu estádio, Governador Virgílio Távora, conhecido como "Mirandão", tem capacidade para 10 mil pessoas.
Apesar do nome, o time não foi fundado por uma colônia portuguesa (sequer existe uma no município). A escolha do nome veio do fato do fundador, sem nenhuma ascendência portuguesa, gostar das cores verde e vermelha (da bandeira de Portugal).

## Uniforme
As cores do uniforme da Portuguesa é o vermelho e o verde, sendo o 1º uniforme, é a camisa listrada vertical em vermelho e verde, com short branco e meiões brancos.
O 2º uniforme, é composto por uma camisa branca, com detalhes em vermelho e verde, com short verde e meiões verdes.

## Desempenho em competições

### Campeonato Cearense
| Ano  | Posição |
| 1996 | 9º      |
| 1997 | 9º      |